# 温森斯
温森斯（英語：Vincennes）是一個位於美國印第安納州諾克斯縣的城市。根據2010年美國人口普查，該地人口為18423人，而該地的面積約為19.37平方千米。同時該地也是諾克斯縣的縣治。

## 地理
温森斯的座標為38°40′42″N 87°30′58″W / 38.67833°N 87.51611°W，而該地的平均海拔高度為128米（即420英尺）。

## 友好城市
- 法國 万塞讷